# Eoophyla idiotis
Eoophyla idiotis là một loài bướm đêm trong họ Crambidae.